# London (film, 2005)
Pour les articles homonymes, voir London.
Pour plus de détails, voir Fiche technique et Distribution.
London est un film anglo-américain d'Hunter Richards, sorti en salles en 2005.

## Synopsis
Syd est désespéré. Il vient d'apprendre que son ancienne petite-amie, London, va vivre à Los Angeles. Apprenant la nouvelle au téléphone et le fait qu'elle organise une fête de départ, Syd n'hésite pas à s'y rendre, en compagnie d'un dealer anglais, Bateman. Mais une fois à la fête, Syd craque et s'enferme dans la salle de bain avec Bateman. S'engagent alors de longues conversations entre Syd, Bateman et les invités autour de la drogue, le sexe et l'amour.

## Fiche technique
- Titre : London
- Réalisation et scénario : Hunter Richards
- Direction de la photographie : Jo Willems
- Montage : Tracey Wadmore-Smith
- Décors : Erin Smith • Nathan A. Smith
- Direction artistique : Andrew Reznik
- Sociétés de production : Destination Films • LHR Productions • National Film and Television School • Silver Nitrate
- Sociétés de distribution : The Samuel Goldwyn Company (pour les États-Unis) • Silver Nitrate (mondial)
- Pays :  Royaume-Uni,  États-Unis
- Langue : Anglais
- Genre : Comédie dramatique
- Durée : 92 minutes
- Format : Couleur • 35 mm • 2,35:1
- Dates de sortie en salles : 
  -  Canada : 3 septembre 2005 (World Film Festival)
  -  États-Unis : 10 février 2006 (limité)
  -  Royaume-Uni : 20 mars 2006 (Londres)
  -  France : 19 avril 2006 (sorti en DVD)

## Distribution
- Chris Evans (VF : Maël Davan-Soulas) : Syd
- Jessica Biel (VF : Julie Turin) : London
- Joy Bryant : Mallory
- Jason Statham (VF : Bruno Dubernat) : Bateman
- Kelli Garner : Maya
- Isla Fisher : Rebecca
- Louis C.K. : Therapist
- Jeff Wolfe : Jay
- Dane Cook : George
- Lina Esco : Kelly
- Paula Patton : Alex
- Kat Dennings : Lilly

## Autour du film
- Hunter Richards a réussi une œuvre très esthétique concernant les jeux de miroirs et de caméras. En effet, lors des scènes de huis clos dans la salle de bain, la caméra est souvent derrière une vitre sans tain.
- C'est le deuxième film où l'on retrouve le trio Chris Evans, Jessica Biel et Jason Statham après Cellular.
- Une multitude d'acteurs font partie du casting, mais jouent le rôle d'invités : Kat Dennings au bar, Paula Patton dans le rôle d'une amie de London, et l'humoriste Dane Cook.
- Le réalisateur souhaitait faire de London un film à connotation internationale. Il a demandé à Jason Statham de garder un fort accent britannique et a également demandé à Isla Fisher de parler avec un fort accent australien.
- Le film a rencontré un fort succès outre-Atlantique et a été acclamé par la critique, surtout dû aux jeux des acteurs entre eux et à un très bon monologue de Jason Statham vers la fin du film. Ce dernier signe d'ailleurs ici sa première comédie dramatique.